# Thomas Rupert Jones
 (décembre 2024).
Si vous disposez d'ouvrages ou d'articles de référence ou si vous connaissez des sites web de qualité traitant du thème abordé ici, merci de compléter l'article en donnant les références utiles à sa vérifiabilité et en les liant à la section « Notes et références ».
Pour les articles homonymes, voir Jones et Thomas Jones.
Thomas Rupert Jones est un géologue et un paléontologue britannique, né le 1er octobre 1819 à Londres et mort le 13 avril 1911.

## Biographie
Durant ses études dans une école privée d’Ilminster, il commence à s’intéresser à la géologie par les fossiles qu’il trouve en abondance dans des roches du lias. En 1835, il devient chirurgien apprenti à Taunton et complète sa formation à Newbury, dans le Berkshire, en 1842. Il commence à pratiquer à Londres jusqu’en 1849 où il devient assistant du secrétaire de la Société géologique de Londres.
En 1862, il devient professeur de géologie à l’Académie royale militaire de Sandhurst. Il se consacre aux microzoaires fossiles et devient le plus grand spécialiste des foraminifères et des Entomostraca de Grande-Bretagne.
Jones fait paraître la deuxième édition de Medals of Creation (1854), la troisième édition de Geological Excursions round the Isle of Wight (1854) et la septième édition de Wonders of Geology (1857) de Gideon Mantell (1790-1852), ainsi que la deuxième édition de Geology of Sussex (1878) de Frederick Dixon (d) (1799-1849). Il devient membre en 1872 de la Royal Society et obtient la médaille Lyell de la Société géologique en 1890.
Jones s’intéresse aussi durant de nombreuses années à la géologie de l’Afrique du Sud. Parmi ses publications, il faut citer A Monograph of the Entomostraca of the Cretaceous Formation of England ; A Monograph of the Tertiary Enlomostraca of England ; A Monograph of the Fossil Estheriae ; A Monograph of the Foraminifera of the Crag avec Henry Bowman Brady (1835-1891). Il signe également de nombreux articles dans les Annals and Magazine of Natural History, Geological Magazine, Proceedings of the Geologists Association et d’autres publications.